# SOS (пісня Avicii)
«SOS» — перший посмертний сингл шведського ді-джея Avicii спільно з Альбіном Недером і Кристоффером Фогельмарком, а також за участі Алое Блека. Він був випущений 10 квітня 2019 року і буде включений до його посмертного третього студійного альбому Tim, який вийде 6 червня 2019 року.
Пісню написали і випустили Альбін Недлер, Кристоффер Фогельмарк і Avicii. Вона містить інтерполяцію " No Scrubs " TLC, написану Tameka Cottle, Kandi Burruss та Kevin «She'kspere» Briggs .
Пісня була випущена разом із кліпом з коментарями на Меморіальній дошці Avicii, а також за кадром, що вийшов за дві години до виходу. Він дебютував під номером один на сингл-чартах у Швеції за два дні продажів.

## Чарти
| Чарт (2019)                                  | Найвища позиція |
| -------------------------------------------- | --------------- |
| Австралія (ARIA)                             | 8               |
| Australia Dance (ARIA)                       | 1               |
| Австрія (Ö3 Austria Top 75)                  | 4               |
| Бельгія (Ultratop Flanders)                  | 2               |
| Belgium Dance (Ultratop Flanders)            | 2               |
| Бельгія (Ultratop Wallonia)                  | 21              |
| Belgium Dance (Ultratop Wallonia)            | 9               |
| Канада (Canadian Hot 100)                    | 13              |
| Канада (CHR/Top 40) (Billboard)              | 31              |
| Хорватія (HRT)                               | 8               |
| Чехія (IFPI)                                 | 1               |
| Чехія (Singles Digitál Top 100)              | 4               |
| Данія (Tracklisten)                          | 4               |
| Еквадор (National Report)                    | 23              |
| Euro Digital Songs (Billboard)               | 2               |
| Фінляндія (Suomen virallinen lista)          | 1               |
| Франція (SNEP)                               | 93              |
| Німеччина (Official German Charts)           | 9               |
| Germany Dance (Official German Charts)       | 1               |
| Греція (IFPI)                                | 17              |
| Угорщина (Single Top 40)                     | 12              |
| Угорщина (Stream Top 40)                     | 3               |
| Ірландія (IRMA)                              | 5               |
| Італія (FIMI)                                | 17              |
| Японія (Japan Hot 100)                       | 19              |
| Japan Hot Overseas (Billboard)               | 1               |
| Ліван (Lebanese Top 20)                      | 14              |
| Mexico Ingles Airplay (Billboard)            | 35              |
| Нідерланди (Dutch Top 40)                    | 1               |
| Нідерланди (Mega Top 50)                     | 1               |
| Нідерланди (Mega Single Top 100)             | 2               |
| Нова Зеландія (Recorded Music NZ)            | 13              |
| Норвегія (VG-lista)                          | 2               |
| Польща (Polish Airplay Top 100)              | 12              |
| Румунія (Airplay 100)                        | 90              |
| Шотландія (Official Charts Company)          | 7               |
| Словаччина (IFPI)                            | 46              |
| Словаччина (Singles Digitál Top 100)         | 3               |
| Іспанія (PROMUSICAE)                         | 56              |
| Швеція (Sverigetopplistan)                   | 1               |
| Швейцарія (Media Control AG)                 | 3               |
| Велика Британія (Official Charts Company)    | 6               |
| США (Billboard Hot 100)                      | 68              |
| США (Hot Dance Club Songs) (Billboard)       | 28              |
| США (Hot Dance/Electronic Songs) (Billboard) | 6               |
| США (Hot Dance Airplay) (Billboard)          | 3               |
| Венесуела (National Report)                  | 10              |

## Сертифікації
| Регіон | Сертифікація  | Продажі    |
| --- | ------------- | ---------- |
| Австралія (ARIA) | 3× Платиновий | 210 000    |
| Бельгія (BEA) | Платиновий    | 40 000     |
| Бразилія (ABPD) | 3× Платиновий | 120 000    |
| Канада (Music Canada)                                                                                                  | 2× Платиновий | 160 000    |
| Данія (IFPI Denmark)                                                                                                   | 2× Платиновий | 180 000    |
| Франція (SNEP) | Золотий       | 100 000    |
| Німеччина (BVMI) | Платиновий    | 400 000    |
| Італія (FIMI) | Платиновий    | 50 000     |
| Нова Зеландія (RIANZ)                                                                                                  | Золотий       | 15 000     |
| Польща (ZPAV) | 2× Платиновий | 100 000    |
| Португалія (AFP) | Платиновий    | 10 000     |
| Велика Британія (BPI)                                                                                                  | Платиновий    | 600 000    |
| США (RIAA) | Золотий       | 500 000    |
| Стриминг |               |            |
| Японія (RIAJ) | Золотий       | 50 000 000 |
| продажі+прослуховування, що базуються лише на сертифікаціях · лише прослуховування, що базуються лише на сертифікаціях |               |            |